# Zipfelbach (Neckar)
Der Zipfelbach ist ein über 18 Kilometer langer kleiner Fluss vor allem im Rems-Murr-Kreis und zuletzt im Landkreis Ludwigsburg in Baden-Württemberg, der bei Ludwigsburg-Poppenweiler von rechts in den mittleren Neckar mündet.

## Geographie

### Verlauf

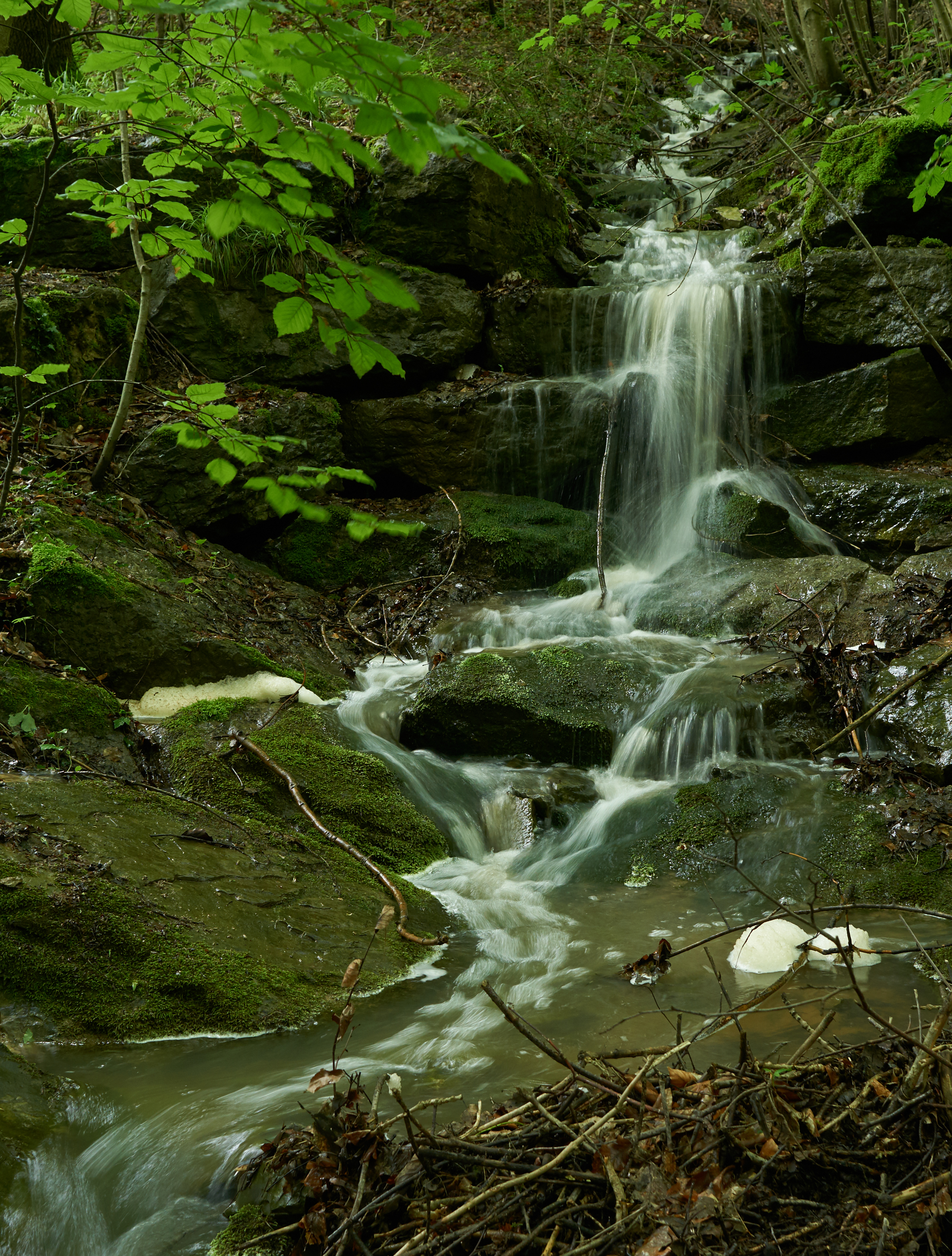
Wasserfall des oberen Zipfelbachs

Der Zipfelbach entspringt an der Nordseite der Buocher Höhe auf etwa 420 m ü. NHN und fließt danach im Tal zwischen Breuningsweiler und Hanweiler auf Winnenden zu. Unterwegs stürzt er einen ca. zwei Meter hohen stufenförmigen Wasserfall herab. In Winnenden durchquert er das südliche Stadtgebiet und fließt für kurze Zeit parallel zum Buchenbach im Osten; die Altstadt Winnendens liegt auf einem Hügelrücken zwischen den beiden Bächen. Gleich nach Winnenden überquert die 2006 fertiggestellte Zipfelbachtalbrücke der Bundesstraße 14 sein Tal, danach dreht er nach Westen und erreicht Schwaikheim, um sich dahinter nach Nordwesten zu wenden. So durchfließt er Bittenfeld sowie Hochdorf und kehrt sich dahinter wieder nach Westen bis zur Mündung in den Neckar südlich von Poppenweiler auf etwa 203,2 m ü. NHN. Dort hat er sich inzwischen in die harten Muschelkalkschichten 40 Meter tief eingegraben.

### Einzugsgebiet
Das Einzugsgebiet des Zipfelbachs umfasst etwa 43,4 km², der kleinere Teil davon liegt im Unterraum Berglen des Naturraums Schurwald und Welzheimer Wald, der größere an Mittel- und Unterlauf im Unterraum Backnanger Bucht des Neckarbeckens.
Es hat die Gestalt eines spitzen, nach Südosten hin auslaufenden Keils und grenzt reihum an die Einzugsgebiete der folgenden Nachbargewässer:
- Im Nordwesten und Norden fließen unterhalb der Mündung ein kurzer Hangbach und dann der Eichgraben etwa westwärts zum Neckar;
- im Nordnordosten liegt auf nur kurzer Strecke direktes Einzugsgebiet der Murr an;
- jenseits der langen nordöstlichen Wasserscheide bis hinauf zum Quellbereich des Zipfelbachs fließt oft sehr nahe der große Murr-Zufluss Buchenbach, dem dort von der Scheide her nur wenige und bis auf zuoberst die Steinach auch nur kurze Bäche zulaufen;
- im Süden und Westsüdwesten fließen alle Bäche der anderen Seite von rechts zur Rems, vom Grunbach über den Gundelsbach und die Heppach und später den Erbach bis fast hinab zur Remsmündung in den Neckar;
- im Südwesten gibt es wieder nur wenige Hangbäche, die etwas oberhalb der Zipfelbachmündung auf kurzem Wege den Neckar erreichen.

Am Nordrand ist der teilbewaldete Lemberg (365,1 m ü. NHN) bei Affalterbach in der Flurlandschaft des Neckarbeckens die einzige prominente Erhebung. Danach folgt die Wasserscheide in mittlerer Höhe um 300 m ü. NHN und dicht am Buchenbach südostwärts erst ungefähr der L 1127 von Affalterbach nach Winnenden, wo sich die beidseits der Altstadt laufenden Gewässer Zipfelbach und Buchenbach am nächsten kommen. Daraufhin erklettert die Grenze des Einzugsgebietes am Nordrand der Berglen den Haselstein (447,5 m ü. NHN), wo Bewaldung einsetzt, um dann weiterhin südwestlich an Breuningsweiler vorbei den Großen Rossberg (511,7 m ü. NHN) zu erreichen sowie am Buocher Wasserturm mit 519,6 m ü. NHN auf der flachen und dort offenen Buocher Höhe die Südostspitze und den höchsten Punkt des Einzugsgebietes. Die ab Buoch nordwestwärts ziehende Wasserscheide läuft über einen bewaldeten Arm der Buocher Höhe zum Korber Kopf (456,8 m ü. NHN) und steigt dann aus den Berglen wieder in die tiefere Flurlandschaft des Neckarbeckens ab.

### Zuflüsse
Hierarchische Liste der Zuflüsse, jeweils von der Quelle zur Mündung. Gewässerlänge, Seefläche, Einzugsgebiet und Höhe nach den entsprechenden Layern auf der Onlinekarte der LUBW. Andere Quellen für die Angaben sind vermerkt.
Ursprung des Zipfelbachs auf etwa 420 m ü. NHN in einer Klinge im Westhang Erlenhau des Großen Rossbergs etwas unter dem Trauf der Buocher Höhe, an der Gemarkungsgrenze von Winnenden-Breuningsweiler zu Waiblingen. Der Bach fließt zunächst westwärts den Waldhang hinab.
- (Bach vom Hochberger Rain), von links und Südosten auf etwa 370 m ü. NHN südlich von Breuningsweiler, ca. 1,0 km[LUBW 6] und ca. 0,9 km².[LUBW 7] Entsteht auf etwa 485 m ü. NHN wenig nordwestlich von Remshalden-Buoch am oberen Abhang der Buocher Höhe. Unbeständig.
Der Zipfelbach wendet sich dort nach Nordwesten.
- (Bach von der Viehweide), von rechts und Nordosten auf 331,5 m ü. NHN[LUBW 8] in den Jägerwiesen, 1,1 km und ca. 0,5 km².[LUBW 7] Entsteht auf etwa 440 m ü. NHN nahe dem Südostrand von Breuningsweiler.
- Geltnerwiesenbach, von rechts und Ostnordosten auf etwa 305 m ü. NHN gegenüber dem Waldhang Schönenberg, 0,9 km und ca. 0,6 km².[LUBW 7] Entsteht auf knapp 390 m ü. NHN westlich von Breuningsweiler.
- Trombach, von links und Westsüdwesten auf etwa 294 m ü. NHN am Ostrand von Winnenden-Hanweiler, 1,8 km und ca. 1,3 km².[LUBW 7] Entsteht auf etwa 390 m ü. NHN am unteren Hangwaldrand des Korber Kopfes.
  -  Durchfließt auf etwa 320 m ü. NHN einen Teich kurz vor dem Westrand von Hanweiler, etwas unter 0,1 ha.
- (Bach aus der Koppelesklinge), von links und Südwesten auf etwa 283 m ü. NHN am Südrand des Wunnebades von Winnenden, 1,5 km und ca. 0,7 km².[LUBW 7] Entsteht auf etwa 346 m ü. NHN im Wald südwestlich von Winnenden-Schelmenholz am oberen Anfang der Koppelesklinge.
- Schelmenholzbächle, von links und insgesamt Südwesten auf etwa 280 m ü. NHN am Westrand des Wunnebades, 2,2 km und 1,3 km². Entsteht auf etwa 364 m ü. NHN in einer Waldschlucht zwischen dem Korber Kopf und dem nordöstlichen Schelmenhölzle.
- (Graben), von links und Westen auf etwa 277 m ü. NHN am Rems-Murr-Klinikum Winnenden, 0,4 km. Entsteht auf etwa 303 m ü. NHN nahe der L 1140.
In der Folge durchzieht der Zipfelbach das westliche Winnenden, wendet sich dabei nach Westen, danach wird das wenig tiefe Tal von der Zipfelbachtalbrücke gequert.
- Behlesklingenbach, von links und Südosten auf etwa 263 m ü. NHN etwas vor Schwaikheim, ca. 0,7 km[LUBW 6] und ca. 0,9 km².[LUBW 7] Entsteht auf etwa 292 m ü. NHN an der Murrbahn.
- Entenbach, von rechts und Norden auf 262,5 m ü. NHN[LUBW 8] beim Sportplatz am Ostrand von Schwaikheim, 1,4 km und ca. 1,2 km².[LUBW 7] Entsteht auf etwa 290 m ü. NHN am Lerchenfeld.
- Lohwiesenbach, von links und Südosten in Schwaikheim am Gorroner Platz auf etwa 259 m ü. NHN, ca. 2,0 km.[LUBW 6] Entsteht unbeständig im Wald Schartach nahe der B 14 auf etwa 295 m ü. NHN. Fließt überwiegend im Ortsbereich und unterirdisch verdolt.
- Klingwiesenbach, von rechts und Nordosten auf etwa 258 m ü. NHN in Schwaikheim gegen Ortsende, 0,9 km und ca. 0,6 km².[LUBW 7] Entsteht unbeständig auf etwa 281 m ü. NHN am Nordrand des Gewerbegebietes in den Klingwiesen und fließt weit überwiegend verdolt im Ortsbereich.
  - Herdweggraben, von rechts und Nordwesten auf etwa 276 m ü. NHN im Gewerbegebiet, unter 0,2 km und etwas über 0,1 km².[LUBW 7] Entsteht auf etwa 283 m ü. NHN am Nordwestrand des Gewerbegebietes und ist der längere Oberlauf des Klingwiesenbachs.
Etwas nach Schwaikheim schwenkt der Bachlauf nahe dem Zillardtshof von Waiblingen auf Nordwestlauf.
- Staibenbach, von rechts und Ostnordosten auf etwa 248 m ü. NHN an der Sommerhalde, 0,6 km und ca. 0,5 km².[LUBW 7] Unbeständig wasserführender Graben, der auf etwa 273 m ü. NHN entsteht und einem Feldweg auf der Gemarkungsgrenze zwischen Schwaikheim und Bittenfeld folgt.
- Horgenbach, von rechts und Ostnordosten auf etwa 244 m ü. NHN kurz nach dem Ortsanfang in Bittenfeld an der Zipfelbachbrücke der Römerstraße, 2,9 km und 2,8 km². Entsteht im östlichen Kienz auf etwa 284 m ü. NHN nahe der K 1849 von Weiler am Stein nach Schwaikheim und ist lange Gemarkungsgrenze zur Gemeinde Schwaikheim.
- Lembach, örtlich wohl Lenbächle, von links und Westsüdwesten wenig talab des vorigen, ca. 0,8 km[LUBW 6] und ca. 0,4 km²[LUBW 7] Entsteht auf etwa 269 m ü. NHN am Gewann Lerchenberg und grenzt ans Gewann Lenbächle (!). Unbeständiger Feldweggraben, im Dorf im Bereich der Straße Am Lenbächle verdolt.
- Kleewiesenbach, von rechts und Nordosten auf etwa 232 m ü. NHN in der Bittenfelder Ortsmitte an der Brücke der Schillerstraße, ca. 2,9 km[LUBW 9] und 5,0 km². Grabenbeginn in der Flurschneise zwischen Oberem und Unterem Zuckmantel auf etwa 279 m ü. NHN. Der Oberlauf führt nur unbeständig Wasser.
  -  Etwa 0,5 km südsüdwestlich des Kleewiesenbach-Grabenbeginns liegt auf wenig unter 300 m ü. NHN ein angelegter Weiher, 0,1 ha. Gefälle in Richtung zum Kleewiesenbach-Grabenbeginn, aber kein offener Zulauf.
  - (Graben vom Böllenbodenhof), von rechts und Nordnordwesten auf etwa 264 m ü. NHN an der Wolfsöder Steige, ca. 0,6 km[LUBW 6] und ca. 1,1 km².[LUBW 7] Grabenbeginn auf etwa 279 m ü. NHN am Bodenböllenhof.
Nach diesem Zufluss wendet sich der Kleewiesenbach auf südwestlichen Lauf.
  - Passiert den Hammelbrunnen.
  - Heimengraben, von links und Ostsüdosten auf etwa 261 m ü. NHN an einer Feldwegbrücke, ca. 0,6 km[LUBW 6] und ca. 0,3 km².[LUBW 7] Entsteht auf etwa 275 m ü. NHN etwas westlich eines Feldwegkreuzes vor dem Oberen Zuckmantel. Feldwegbegleitender, unbeständig wasserführender Graben in natürlicher Geländemulde.
  - Sproßweiler Graben, von links und Osten auf etwa 254 m ü. NHN an einer Feldwegbrücke, ca. 1,1 km[LUBW 6] und ca. 0,5 km².[LUBW 7] Entsteht auf etwa 285 m ü. NHN an einem Feldwegkreuz nördlich eines Aussiedlerhofes am Halweg. Feldwegbegleitender, unbeständig wasserführender Graben in natürlicher Geländemulde.
- (Mühlkanal der Oberen Mühle), von rechts nach der Oberen Mühle bei den Sportplätzen im Osten von Remseck-Hochdorf, unter 0,4 km und ca. 0,4 km²[LUBW 7] Abgang zuvor nach rechts unmittelbar an der Stadtgrenze Waiblingen/Remseck. Hat Zufluss über eine rechte Hangkerbe im Greutleswald von einem anscheinend namenlosen unbeständigem Bach.
- Strombach, von rechts und Nordosten auf etwa 226 m ü. NHN an der Zipfelbachbrücke in Hochdorf, 2,6 km auf dem Namenslauf sowie 3,7 km mit dem längeren rechten Oberlauf Apfelbach und ca. 4,1 km². Entsteht auf etwa 265 m ü. NHN südlich von Affalterbach im Gewann Stumpenäcker.
  - Apfelbach, rechter Hauptstrang-Oberlauf von Norden, 1,1 km und ca. 1,4 km².[LUBW 7] Entsteht auf etwa 292 m ü. NHN nahe dem Feuersee von Affalterbach
    -  Durchfließt auf etwa 270 m ü. NHN das nicht dauerhaft eingestaute Hochwasserrückhaltebecken Apfelbach
- Lembach (!), von rechts und Nordosten auf etwa 224 m ü. NHN am Ortsausgang von Hochdorf, 1,5 km und ca. 2,8 km².[LUBW 7] Entsteht nahe dem Pflegmünster Wäldle an einem Feldweg auf etwa 255 m ü. NHN.
Nach diesem Zufluss läuft der Zipfelbach bald ungefähr westwärts.
  - Riedbach, von rechts und Norden auf etwa 227 m ü. NHN kurz vor der Lembach-Mündung, 0,7 km und ca. 0,3 km².[LUBW 7] Entsteht auf etwa 257 m ü. NHN am östlichen Bocksberg
- Seelesbach, von rechts und insgesamt Nordwesten auf etwa 223 m ü. NHN wenig nach dem vorigen an einer Furt über den Zipfelbach, 1,0 km und ca. 1,0 km².[LUBW 7] Entspringt am Poppenweiler Seelesbrunnen westlich des Bocksbergs auf etwa 264 m ü. NHN.

Mündung des Zipfelbachs von rechts und zuletzt Osten auf 203,2 m ü. NHN bei der Kläranlage am Südrand von Poppenweiler in den mittleren Neckar. Der Zipfelbach ist 18,7 km lang und hat ein 43,4 km² großes Einzugsgebiet.

## Verkehr
Das Zipfelbachtal ist keine bedeutende Verkehrsachse, da es quer zu den radial von Stuttgart ausgehenden Hauptverkehrswegen der Region liegt; in Teilen wird es von Landes- oder Kreisstraßen durchzogen.

## Namensgeber
Der Zipfelbach ist auch Namensgeber der Zipfelbach-Nachtorientierungsfahrt, einer motortouristischen Veranstaltung des MSC Bittenfeld im ADAC.

### LUBW
Amtliche Online-Gewässerkarte mit passendem Ausschnitt und den hier benutzten Layern: Lauf und Einzugsgebiet des Zipfelsbachs

Allgemeiner Einstieg ohne Voreinstellungen und Layer: Daten- und Kartendienst der Landesanstalt für Umwelt Baden-Württemberg (LUBW) (Hinweise)
1. 1 2  Höhe nach dem Höhenlinienbild auf dem Hintergrundlayer Topographische Karte.
2. 1 2  Länge nach dem Layer Gewässernetz (AWGN).
3. 1 2  Einzugsgebiet aufsummiert aus den Teileinzugsgebieten nach dem Layer Basiseinzugsgebiet (AWGN).
4. ↑  Seefläche nach dem Layer Stehende Gewässer.
5. ↑  Einzugsgebiet nach dem Layer Basiseinzugsgebiet (AWGN).
6. 1 2 3 4 5 6 7  Länge abgemessen auf dem Hintergrundlayer Topographische Karte.
7. 1 2 3 4 5 6 7 8 9 10 11 12 13 14 15 16 17 18 19  Einzugsgebiet abgemessen auf dem Hintergrundlayer Topographische Karte.
8. 1 2  Höhe nach grauer Beschriftung auf dem Hintergrundlayer Topographische Karte.
9. ↑  Länge nach dem Layer Gewässernetz (AWGN), ergänzt um ein kleines, auf der Gewässerkarte nicht berücksichtigtes Anfangsstück, das auf dem Hintergrundlayer Topographische Karte abgemessen wurde.

### Andere Belege
1. 1 2  Stauziel des Neckars zwischen den Doppelschleusen Aldingen oberhalb und Poppenweiler unterhalb.
2. ↑  Abfluss-BW - Daten und Karten
3. ↑  Friedrich Huttenlocher, Hansjörg Dongus: Geographische Landesaufnahme: Die naturräumlichen Einheiten auf Blatt 170 Stuttgart. Bundesanstalt für Landeskunde, Bad Godesberg 1949, überarbeitet 1967. → Online-Karte (PDF; 4,0 MB)
4. ↑  Hansjörg Dongus: Geographische Landesaufnahme: Die naturräumlichen Einheiten auf Blatt 171 Göppingen. Bundesanstalt für Landeskunde, Bad Godesberg 1961. → Online-Karte (PDF; 4,3 MB)